# Toyota TF104
Toyota TF104 – bolid teamu Toyota na sezon 2004 do wyścigu o Grand Prix Australii 2004. Za kierownicą bolidu Toyota TF104 na początku sezonu zasiedli Brazylijczyk Cristiano da Matta oraz Francuz Olivier Panis, w późniejszych wyścigach zastępowani przez Ricardo Zontę oraz Jarno Trullego. Podczas Grand Prix Niemiec 2004 wprowadzono wersję B bolidu, oznaczoną jako Toyota TF104B.

## Wyniki
| Legenda oznaczeń w tabelach wyników Wyświetl szablon na nowej stronie | Legenda oznaczeń w tabelach wyników Wyświetl szablon na nowej stronie                                                                     |
| Oznaczenie                                                            | Wyjaśnienie |
| --------------------------------------------------------------------- | --- |
| Złoty                                                                 | Zwycięzca lub mistrzostwo |
| Srebrny                                                               | 2. miejsce lub wicemistrzostwo |
| Brązowy                                                               | 3. miejsce lub II wicemistrzostwo |
| Zielony                                                               | Ukończył, punktował (w klasyfikacji generalnej, gdy zdobył co najmniej jeden punkt na przestrzeni sezonu, poza trzema powyższymi opcjami) |
| Niebieski                                                             | Ukończył, nie punktował (w klasyfikacji generalnej, gdy nie zdobył co najmniej jednego punktu na przestrzeni sezonu)                      |
| Czerwony                                                              | Nie zakwalifikował się (NZ) |
| Czerwony                                                              | Nie prekwalifikował się (NPK) |
| Różowy                                                                | Nie ukończył (NU) |
| Różowy                                                                | Niesklasyfikowany (NS) (w klasyfikacji generalnej, gdy nie został sklasyfikowany w żadnym wyścigu sezonu)                                 |
| Czarny                                                                | Zdyskwalifikowany (DK) |
| Czarny                                                                | Wykluczony (WYK/EX) |
| Biały                                                                 | Nie wystartował (NW) |
| Biały                                                                 | Kontuzjowany (K/INJ) |
| Biały                                                                 | Wyścig odwołany (OD/C) |
| Bez koloru                                                            | Został wycofany (WYC/WD) |
| Bez koloru                                                            | Nie przybył (NP/DNA) |
| Bez koloru                                                            | Nie brał udziału w treningach (NT/DNP) |
| Bez koloru                                                            | Nie został zgłoszony (–) |
| Pogrubienie                                                           | Start z pole position |
| Kursywa                                                               | Najszybsze okrążenie wyścigu |
| †                                                                     | Nie ukończył, ale jego rezultat został zaliczony ze względu na przejechanie więcej niż 90% dystansu wyścigu.                              |
| *                                                                     | Sezon w trakcie |
| 1/2/3                                                                 | Punktowana pozycja w sprincie kwalifikacyjnym                                                                                             |
| Lista systemów punktacji Formuły 1                                    | |

| Sezon | Konstruktor | Kierowcy           | Wyniki | Wyniki | Wyniki | Wyniki | Wyniki | Wyniki | Wyniki | Wyniki | Wyniki | Wyniki | Wyniki | Wyniki | Wyniki | Wyniki | Wyniki | Wyniki | Wyniki | Wyniki | Wyniki | Wyniki  |
| 2004  |             |                    | AUS    | MYS    | BHR    | SMR    | ESP    | MCO    | EUR    | CAN    | USA    | FRA    | GBR    | DEU    | HUN    | BEL    | ITA    | CHN    | BRA    | JPN    | Punkty | Pozycja |
| ----- | ----------- | ------------------ | ------ | ------ | ------ | ------ | ------ | ------ | ------ | ------ | ------ | ------ | ------ | ------ | ------ | ------ | ------ | ------ | ------ | ------ | ------ | ------- |
| 2004  | Toyota      | Cristiano da Matta | 12     | 9      | 10     | NU     | 13     | 6      | NU     | DSQ    | NU     | 14     | 13     | NU     | -      | -      | -      | -      | -      | -      | 3      | 16      |
| 2004  | Toyota      | Olivier Panis      | 13     | 12     | 9      | 11     | NU     | 8      | 11     | DSQ    | 5      | 15     | NU     | 14     | 11     | 8      | NU     | 14     | 14     | -      | 6      | 14      |
| 2004  | Toyota      | Ricardo Zonta      | -      | -      | -      | -      | -      | -      | -      | -      | -      | -      | -      | -      | NU     | 10     | 11     | NU     | -      | 13     | 0      | 23      |
| 2004  | Toyota      | Jarno Trulli       | -      | -      | -      | -      | -      | -      | -      | -      | -      | -      | -      | -      | -      | -      | -      | -      | 11     | 12     | 0 (46) | 6       |